# 海と太陽とファド
海と太陽とファド（うみとたいようとファド）は宝塚歌劇団の舞台作品。花組公演。
併演作品は『アン・ドウ・トロワ』。

## 解説
※『宝塚歌劇100年史（舞台編）』の宝塚大劇場公演のデータ。
ポルトガルと種子島に接点をつけたショー。種子島の若者と娘が、ペンフレンドのポルトガルの男女ペドロとイネスに互いに民謡を紹介し合って、民族舞踊を中心に生活の音楽と踊りが繰り広げられる。

## 公演期間と公演場所
- 1974年9月28日 - 10月29日　宝塚大劇場[1]
- 1975年1月4日 - 1月28日　新宿コマ劇場[2]

## 宝塚大劇場公演のデータ
形式名は「日本と世界の広場」。副題は「ポルトガル篇」。10場。
スタッフ
- 構成：宝塚歌劇団郷土芸能研究会
- 演出：渡辺武雄
- 脚本・演出：阿古健
- 作曲・編曲：高橋廉、堤五郎、河崎恒夫、吉崎憲治
- 音楽指揮：溝口堯
- 合唱指導：橋本和明
- 振付：渡辺武雄、高木祥次、鈴木武、睦千賀
- 装置：黒田利邦
- 衣装：小西松茂、中川菊枝
- 照明：棚橋守
- 小道具：上田特市
- 効果：坂上勲
- 音響監督：松永浩志
- 演出助手：村上信夫
- 監修：ジョセ・ジュリオ・ロドリゲス
- 制作：大谷真一

主な配役
- 太郎：松あきら
- ペドロ：瀬戸内美八